# Michael W. Young
Michael W. Young (n. 28 martie 1949, Miami, Florida, SUA) este un genetician american.